# Senna appendiculata
Senna appendiculata är en ärtväxtart som först beskrevs av Julius Rudolph Theodor Vogel, och fick sitt nu gällande namn av John H. Wiersema. Senna appendiculata ingår i släktet sennor, och familjen ärtväxter. Inga underarter finns listade i Catalogue of Life.